# Araripesaurus
Araripesaurus es un género de pterosaurio, perteneciente al suborden Pterodactyloidea, de la conocida formación Santana de Brasil, datando del Cretácico Inferior. 
El género fue nombrado en 1971 por el paleontólogo brasileño Llewellyn Ivor Price. La especie tipo es Araripesaurus castilhoi. El nombre del género se refiere a la meseta de Araripe. El nombre de la especie honra al coleccionista Moacir Marques de Castilho, quien en 1966 donó el nódulo cálcareo que contenía el fósil. El holotipo, DNPM (DGM 529-R), consiste de un ala parcial, incluyendo fragmentos distales del radio y el cúbito, carpos, todos los metacarpos y varios dígitos. El espécimen era un subadulto. Su envergadura alar se ha estimado en 2.2 metros. Los otros dos especímenes también consisten de fragmentos del ala, los que Price sugirió que posiblemente pertenecían al mismo género; estos eran un tercio mayores.
Price situó a Araripesaurus en la familia Ornithocheiridae. En 1971 Araripesaurus fue el primer pterosaurio nombrado de la formación Santana. Más tarde otras especies fueron nombradas de restos completos y esto originó la pregunta si podrían ser idénticos a Araripesaurus. En 1991 el investigador Alexander Kellner concluyó que Araripesaurus era idéntico a Santanadactylus y que debido a la carencia de resgos distintivos solo podía ser clasificado como un pterodactiloide indeterminado. En 2000 Kellner revaluó el género y concluyó que precisamente la carencia de dichas autapomorfias (características únicas), no podía ser sinonimizado con Santanadactylus y le dio una clasificación con un análisis cladístico como cercano a los Anhangueridae, y más derivado que Istiodactylus. Kellner también indicó que Araripesaurus se parecía a Anhanguera piscator en su morfología, aunque era considerablemente menor.
En 1985 Peter Wellnhofer nombró a una segunda especie, Araripesaurus santanae; esta y dos especies indeterminadas Araripesaurus sp. indicadas por Wellhofer, fueron en 1990 movidas por Kellner al género Anhanguera como Anhanguera santanae.